# Бембетов, Вячеслав Анатольевич
Вячеслав Анатольевич Бембетов (18 августа 1959, Элиста — 4 апреля 2005, Элиста) — государственный деятель, член Совета Федерации, председатель Народного Хурала Республики Калмыкия.

## Биография
В 1981 году окончил физический факультет Калмыцкого государственного университета.
В 1990—1993 годах — депутат Верховного Совета КАССР. Депутат Народного Хурала Республики Калмыкия первого созыва (1994—1998 годы).
С 1993 года Бембетов — советник Илюмжинова по работе с представителями главы республики в районах Калмыкии.
С 1995 по 1998 год — полномочный Представитель Президента РФ в Республике Калмыкия.
18 октября 1998 избран депутатом Народного Хурала (Парламента) Республики Калмыкия.

### Политическая карьера
Занимал пост Председателя Народного Хурала (Парламента) Республики Калмыкия второго созыва. Член Совета Федерации с 17 марта 1999 года. Член Комитета СФ по конституционному законодательству и судебно-правовым вопросам.